# Svenska Skidrådet
Svenska Skidrådet är en intresseorganisation som fungerar som huvudman för svensk skidlärarexamen och svarar för Sveriges kontakter med Interski International.
Svenska Skidrådet bildades 1988 av Friluftsfrämjandet, SLAO, Svenska Skidförbundet och Svenska Skidlärarföreningen.